# Cojoba filipes
Cojoba filipes är en ärtväxtart som först beskrevs av Étienne Pierre Ventenat, och fick sitt nu gällande namn av Rupert Charles Barneby och James Walter Grimes. Cojoba filipes ingår i släktet Cojoba, och familjen ärtväxter. Inga underarter finns listade i Catalogue of Life.